# Tetraglenes crassicornis
Tetraglenes crassicornis är en skalbaggsart som beskrevs av Hintz 1919. Tetraglenes crassicornis ingår i släktet Tetraglenes och familjen långhorningar. Inga underarter finns listade i Catalogue of Life.